# Iglesia Evangélica Española

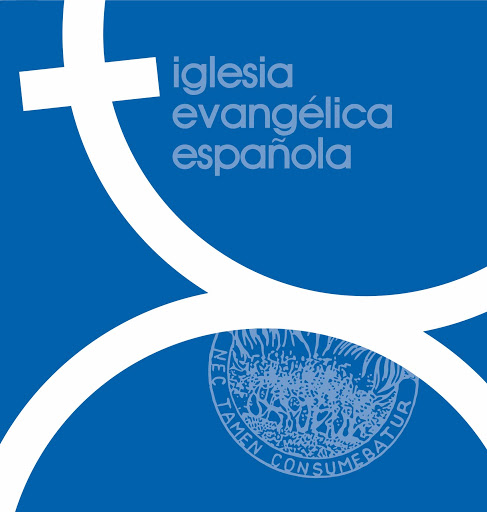
Logotip de l'Iglesia Evangélica Española

L'Iglesia Evangélica Española (IEE), en català *Església  Evangèlica Espanyola*, és una denominació protestant històrica d'àmbit estatal fundada l'any 1869. Té una orientació reformada, presbiteriana i metodista, i forma part de la Federació d'Entitats Religioses Evangèliques d'Espanya (FEREDE), així com de la Comunió Mundial d'Esglésies Reformades.